# 栗村実
栗村 実（くりむら みのる、1971年 - ）は、日本の映画監督である。

## 人物
茨城県友部町（現笠間市）出身。国際基督教大学卒業後、コロンビア・カレッジ・ハリウッド（en:Columbia College Hollywood）映画学科修了。

## 作品
- 短篇「スタジオワーク」（2005年） - SKIPシティ国際Dシネマ映画祭短編部門入選。
- 「工業哀歌バレーボーイズ」(2006年)：プロデューサー
- 「工業哀歌バレーボーイズ」THE MOVIE (2008年)：製作
- 「飯と乙女」（2010年）：脚本・編集・プロデューサー・監督 - 初長編監督作品。モスクワ国際映画祭最優秀アジア映画賞受賞。
- 「映画版 ふたりエッチ」 (2011年)：プロデューサー
- 「映画版 ふたりエッチ セカンド・キッス」 (2011年)：プロデューサー
- 「桜、ふたたびの加奈子」 (2012年)：監督・編集・脚本[3]